# Bolivar megye
Bolivar megye az Amerikai Egyesült Államokban, azon belül Mississippi államban található. Megyeszékhelye Rosedale és Cleveland, legnagyobb városa Cleveland. Lakosainak száma 30 985 fő (2020. április 1.). Bolivar megye Desha, Washington, Coahoma, Sunflower, Phillips és Chicot megyékkel határos.

## Népesség
A megye népességének változása:
| Lakosok száma | 34 120 | 33 837 | 34 078 | 34 049 | 33 322 | 30 985 |
|               | 2010   | 2011   | 2012   | 2013   | 2015   | 2020   |